# Sveriges ambassad i Abu Dhabi
Sveriges ambassad i Abu Dhabi är Sveriges diplomatiska beskickning i Förenade arabemiraten som är belägen i landets huvudstad Abu Dhabi. Beskickningen består av en ambassad, ett antal svenskar utsända av Utrikesdepartementet (UD) och lokalanställda. Ambassadör sedan 2023 är Fredrik Florén.

## Historia
År 1993 stängdes Sveriges ambassaden i Emiraten. År 2002 öppnade Sverige åter en ambassad i Abu Dhabi. Dessförinnan var den svenska ambassadören sidoackrediterad från svenska ambassaden i Jidda och Kuwait.

## Beskickningschefer
| Namn                | Period    | Funktion   | Ackreditering                              |
| ------------------- | --------- | ---------- | ------------------------------------------ |
| Bengt Rösiö         | 1974–1977 | Ambassadör | Sidoackrediterad från ambassaden i Jidda.  |
| Göran Bundy         | 1977–1980 | Ambassadör | Sidoackrediterad från ambassaden i Kuwait. |
| Thord Bengtson      | 1980–1982 | Ambassadör | Sidoackrediterad från ambassaden i Kuwait. |
| Carl-Gustav Åkesson | 1983–1986 | Ambassadör | Sidoackrediterad från ambassaden i Kuwait. |
| Ulf Norström        | 1987–1989 | Ambassadör | Sidoackrediterad från ambassaden i Kuwait. |
| Ingolf Kiesow       | 1989–1992 | Ambassadör | Sidoackrediterad från ambassaden i Kuwait. |
| Tommy Arwitz        | 1992–1997 | Ambassadör | Sidoackrediterad från ambassaden i Kuwait. |
| Thomas Ganslandt    | 1997–2001 | Ambassadör | Sidoackrediterad från ambassaden i Kuwait. |
| Lars-Erik Grundell  | 2001–2005 | Ambassadör | Sidoackrediterad i Doha och Manama.        |
| Bruno Beijer        | 2005–2010 | Ambassadör | Sidoackrediterad i Doha och Manama.        |
| Magnus Schöldtz     | 2010–2011 | Ambassadör | Sidoackrediterad i Manama.                 |
| Max Bjuhr           | 2011–2014 | Ambassadör | Sidoackrediterad i Manama.                 |
| Jan Thesleff        | 2014–2017 | Ambassadör | Sidoackrediterad i Manama.                 |
| Henrik Landerholm   | 2017–2021 | Ambassadör | Sidoackrediterad i Manama.                 |
| Liselott Andersson  | 2021–2023 | Ambassadör | Sidoackrediterad i Manama.                 |
| Fredrik Florén      | 2023–idag | Ambassadör | Sidoackrediterad i Manama.                 |